# Vívás a 2000. évi nyári olimpiai játékokon
A 2000. évi nyári olimpiai játékokon vívásban tíz versenyszámot rendeztek. Férfi vívásban egyéni és csapatversenyt tartottak mindhárom fegyvernemben, női vívásban csak a tőr és párbajtőr egyéni és csapatversenye szerepelt a programban.

## Éremtáblázat
(A táblázatban a magyar csapat eredménye eltérő háttérszínnel, az egyes számoszlopok legmagasabb értéke vagy értékei vastagítással kiemelve.)
| A 2000. évi nyári olimpiai játékok éremtáblázata vívásban | A 2000. évi nyári olimpiai játékok éremtáblázata vívásban | A 2000. évi nyári olimpiai játékok éremtáblázata vívásban | A 2000. évi nyári olimpiai játékok éremtáblázata vívásban | A 2000. évi nyári olimpiai játékok éremtáblázata vívásban | Olimpia  |
| --------------------------------------------------------- | --------------------------------------------------------- | --------------------------------------------------------- | --------------------------------------------------------- | --------------------------------------------------------- | -------- |
|                                                           | Ország                                                    | Arany                                                     | Ezüst                                                     | Bronz                                                     | Összesen |
| 1.                                                        | Olaszország (ITA)                                         | 3                                                         | 0                                                         | 2                                                         | 5        |
| 2.                                                        | Oroszország (RUS)                                         | 3                                                         | 0                                                         | 1                                                         | 4        |
| 3.                                                        | Franciaország (FRA)                                       | 1                                                         | 4                                                         | 1                                                         | 6        |
| 4.                                                        | Dél-Korea (KOR)                                           | 1                                                         | 0                                                         | 1                                                         | 2        |
| 5.                                                        | Magyarország (HUN)                                        | 1                                                         | 0                                                         | 0                                                         | 1        |
| 5.                                                        | Románia (ROU)                                             | 1                                                         | 0                                                         | 0                                                         | 1        |
|                                                           |                                                           |                                                           |                                                           |                                                           |          |
| 7.                                                        | Németország (GER)                                         | 0                                                         | 2                                                         | 3                                                         | 5        |
| 8.                                                        | Svájc (SUI)                                               | 0                                                         | 2                                                         | 0                                                         | 2        |
| 9.                                                        | Kína (CHN)                                                | 0                                                         | 1                                                         | 1                                                         | 2        |
| 10.                                                       | Lengyelország (POL)                                       | 0                                                         | 1                                                         | 0                                                         | 1        |
|                                                           |                                                           |                                                           |                                                           |                                                           |          |
| 11.                                                       | Kuba (CUB)                                                | 0                                                         | 0                                                         | 1                                                         | 1        |
|                                                           |                                                           |                                                           |                                                           |                                                           |          |
| Összesen                                                  | Összesen                                                  | 10                                                        | 10                                                        | 10                                                        | 30       |

## Érmesek

### Férfi
| A 2000. évi nyári olimpiai játékok férfi érmesei vívásban |                                                                                                |                                                                                              |                                                                                        |
| Versenyszám                                               | Arany                                                                                          | Ezüst                                                                                        | Bronz                                                                                  |
| Tőr, egyéni                                               | Kim Jongho · Dél-Korea (KOR)                                                                   | Ralf Bißdorf · Németország (GER)                                                             | Dmitrij Sevcsenko · Oroszország (RUS)                                                  |
| Kard, egyéni                                              | Mihai Covaliu · Románia (ROU)                                                                  | Mathieu Gourdain · Franciaország (FRA)                                                       | Wiradech Kothny · Németország (GER)                                                    |
| Párbajtőr, egyéni                                         | Pavel Kolobkov · Oroszország (RUS)                                                             | Hugues Obry · Franciaország (FRA)                                                            | I Szanggi · Dél-Korea (KOR)                                                            |
| Tőr, csapat                                               | Franciaország (FRA) · Jean-Noël Ferrari · Brice Guyart · Patrice Lhôtellier · Lionel Plumenail | Kína (CHN) · Tung Csao-cse (Dong Zhaozhi) · Vang Haj-pin (Wang Haibin) · Je Csung (Ye Chong) | Olaszország (ITA) · Daniele Crosta · Gabriele Magni · Salvatore Sanzo · Matteo Zennaro |
| Kard, csapat                                              | Oroszország (RUS) · Szergej Sarikov · Alekszej Froszin · Sztanyiszlav Pozdnyakov               | Franciaország (FRA) · Mathieu Gourdain · Julien Pillet · Cédric Séguin · Damien Touya        | Németország (GER) · Dennis Bauer · Wiradech Kothny · Alexander Weber                   |
| Párbajtőr, csapat                                         | Olaszország (ITA) · Angelo Mazzoni · Paolo Milanoli · Maurizio Randazzo · Alfredo Rota         | Franciaország (FRA) · Jean-François Di Martino · Hugues Obry · Éric Srecki                   | Kuba (CUB) · Nelson Loyola · Carlos Pedroso · Iván Trevejo                             |

### Női
| A 2000. évi nyári olimpiai játékok női érmesei vívásban |                                                                                               | |                                                                          |
| Versenyszám                                             | Arany                                                                                         | Ezüst | Bronz                                                                    |
| Tőr, egyéni                                             | Valentina Vezzali · Olaszország (ITA)                                                         | Rita König · Németország (GER)                                                                            | Giovanna Trillini · Olaszország (ITA)                                    |
| Párbajtőr, egyéni                                       | Nagy Tímea · Magyarország (HUN)                                                               | Gianna Hablützel-Bürki · Svájc (SUI)                                                                      | Laura Flessel-Colovic · Franciaország (FRA)                              |
| Tőr, csapat                                             | Olaszország (ITA) · Diana Bianchedi · Giovanna Trillini · Valentina Vezzali                   | Lengyelország (POL) · Sylwia Gruchała · Magdalena Mroczkiewicz · Anna Rybicka · Barbara Wolnicka-Szewczyk | Németország (GER) · Sabine Bau · Rita König · Monika Weber-Koszto        |
| Párbajtőr, csapat                                       | Oroszország (RUS) · Karina Aznavurjan · Okszana Jermakova · Tatyjana Logunova · Marija Mazina | Svájc (SUI) · Gianna Hablützel-Bürki · Sophie Lamon · Diana Romagnoli                                     | Kína (CHN) · Li Na · Liang Csin (Liang Qin) · Jang Sao-csi (Yang Shaoqi) |

## Magyar részvétel
Az olimpián tizenhárom vívó – hét férfi és hat női vívó – képviselte Magyarországot. A magyar vívók összesen
- egy első,
- két negyedik,
- egy ötödik és
- egy hatodik

helyezést értek el, és ezzel tizenhat olimpiai pontot szereztek. Ez tizenkét ponttal kevesebb, mint az előző, 1996. évi atlantai olimpián elért eredmény. A következő táblázat eltérő háttérszínnel jelöli, hogy a magyar vívók mely versenyszámokban indultak, illetve feltünteti, hogy – ha az első hat között végeztek – hányadik helyezést értek el:
| Magyar részvétel a 2000. évi nyári olimpiai játékok vívóversenyein |        |        |        |        |           |           |
| Vívó                                                               | tőr    | tőr    | kard   | kard   | párbajtőr | párbajtőr |
| Vívó                                                               | egyéni | csapat | egyéni | csapat | egyéni    | csapat    |
| Fekete Attila                                                      |        |        |        |        |           |           |
| Ferjancsik Domonkos                                                |        |        | 4.     | 5.     |           |           |
| Knapek Edina                                                       |        | 6.     |        |        |           |           |
| Kovács Iván                                                        |        |        |        |        |           |           |
| Köves Csaba                                                        |        |        |        | 5.     |           |           |
| Lantos Gabriella                                                   |        | 6.     |        |        |           |           |
| Marsi Márk                                                         |        |        |        |        |           |           |
| Mincza Ildikó                                                      |        |        |        |        |           | 4.        |
| Mohamed Aida                                                       |        | 6.     |        |        |           |           |
| Nagy Tímea                                                         |        |        |        |        | 1.        | 4.        |
| Nemcsik Zsolt                                                      |        |        |        | 5.     |           |           |
| Szalay Gyöngyi                                                     |        |        |        |        |           | 4.        |
| Takács Péter                                                       |        |        |        | 5.     |           |           |